# Poschiavo
Poschiavo (németül: Puschlav, romansul: Puschlav) község Svájc délkeleti részén, Graubünden kantonban. A szomszédos Brusio községgel együtt alkotja Valposchiavo völgységet és Bernina kerületet.

## Földrajz
A Bernina-hágótól mintegy 15 km-re délre fekszik. Területe magában foglalja a Valposchiavo felső részét: a völgyet északról lezáró vízválasztótól (melyet többek között a Bernina-csoport és a Livignói-hágó alkot) a Poschiavói-tó déli végéig terjed. Itt található legmélyebb pontja (962 m), míg a legmagasabb a Piz Palü (3901 m).
Az állandó települések a völgyben vezető út közelében fekszenek, és három csoportra (squadri) osztják őket:
- Squadra del Borgo: maga a fő település (borgo, a szűk értelemben vett Poschiavo), valamint Cologna falu;
- Squadra di Aino északon: San Carlo falu, valamint Somaino, Angeli Custodi, Percosta és Permunt falucskák;
- Squadra di Basso délen, melynek részei:
  - Sant'Antonio, vele Campiglione, Li Curt és La Rasiga,
  - Prada, vele Annunziata,
  - Le Prese, vele Cantone, Pagnoncini és Miralago egy része.

Ezeken kívül a község területén számos idényjellegű szállás, esztena található.
A kanton negyedik legnagyobb területű községe. 1997-ben területének 19,8%-a állt mezőgazdasági hasznosítás alatt, 32,1%-ot erdő borított, 1,8%-ot tett ki a települési terület, 46,2% pedig nem hasznosított területnek számított.
Szomszédos községei Pontresina és Brusio, valamint az olaszországi Sondrio megyéhez tartozó Livigno, Valdidentro, Grosio, Grosotto, Chiuro és Lanzada.

## Közlekedés
A Bernina-vasútnak több állomása és megállóhelye is van a község területén (Miralago, Le Prese, Li Curt, Poschiavo, Privilasco, Cadera, Cavaglia, Alp Grüm, Ospizio Bernina), Poschiavo állomásnál pedig járműtelep és műhely is működik.

## Fordítás
- Ez a szócikk részben vagy egészben a Poschiavo című német Wikipédia-szócikk ezen változatának fordításán alapul.  Az eredeti cikk szerkesztőit annak laptörténete sorolja fel. Ez a jelzés csupán a megfogalmazás eredetét és a szerzői jogokat jelzi, nem szolgál a cikkben szereplő információk forrásmegjelöléseként.